# Pablo Piñones-Arce
Pablo Jesus Piñones-Arce (Tumba, 27 agosto 1981) è un allenatore di calcio ed ex calciatore svedese, di ruolo attaccante, tecnico della Fiorentina femminile.

## Carriera

### Giocatore
Cileno di origine ma nato e cresciuto in Svezia, Piñones-Arce ha iniziato a giocare a calcio nei settori giovanili di club minori, quali O'Higgins, IFK Tumba e IK Sirius.
Entrato a far parte del Brommapojkarna, ha fatto 7 apparizioni in campionato prima di essere acquisito dall'A.C. Venezia, che all'epoca prendeva parte alla Serie A. La parentesi di Piñones-Arce si è comunque conclusa senza collezionare presenze in prima squadra.
L'attaccante rientra in Svezia nel 2001, ingaggiato dall'Hammarby con cui debutta un anno più tardi giocando per 5 stagioni sempre in Allsvenskan. Svincolatosi dal club biancoverde, Piñones-Arce ha poi firmato con i danesi del Vejle, dove è rimasto fino al 2009: il contratto era triennale, ma nel 2009 è ritornato al Brommapojkarna prima in prestito (per il primo anno) e quindi a titolo definitivo una volta scaduto il contratto coi danesi. Nel 2012 è stato il capocannoniere della Superettan con 18 reti, permettendo così al suo club di tornare nella massima serie dopo due anni.
Nel gennaio 2013 non ha trovato l'accordo con il Brommapojkarna per il rinnovo del contratto e si è accasato così all'Öster, altra formazione neopromossa in Allsvenskan.
A fine stagione la squadra retrocede e Piñones-Arce, complice la volontà di ritornare a vivere a Stoccolma, fa ritorno all'Hammarby. A fine stagione la squadra conquista la promozione in Allsvenskan. Nel 2015 colleziona 11 presenze in campionato senza segnare reti, poi a fine stagione si svincola e torna al Brommapojkarna, squadra nel frattempo scesa in terza serie. Tuttavia il 3 marzo 2016, a poche settimane dall'inizio della stagione, annuncia il suo ritiro dal calcio giocato.

### Allenatore
Nel giugno 2016 viene scelto come nuovo assistente allenatore dell'Hammarby in sostituzione di Carlos Banda.
Il 30 luglio 2019 viene chiamato a sostituire l'esonerato Lukas Syberyjski sulla panchina del Frej, squadra di Superettan che già in precedenza aveva stipulato un accordo di collaborazione con l'Hammarby, il quale prevedeva anche prestiti di calciatori. Durante questa parentesi, Piñones-Arce è stato affiancato da Janne Mian, anch'egli proveniente dallo staff tecnico dell'Hammarby.
Per la stagione 2020 torna all'Hammarby, dove gli viene affidata la panchina della formazione femminile e dove al suo primo anno riesce a riportare la squadra in Damallsvenskan, la massima serie del campionato svedese di categoria. Nel 2023 le ragazzre biancoverdi si laureano campionesse di Svezia vincendo la Damallsvenskan 2023 oltre che la Coppa di Svezia.
Nel gennaio 2024 sceglie di lasciare la formazione femminile dell'Hammarby per assumere successivamente l'incarico di direttore tecnico della formazione maschile dello Houston Dash, squadra impegnata nella National Women's Soccer League. Al termine di un'annata caratterizzata da numerose turbolenze e cambiamenti, Piñones-Arce lascia la franchigia texana a fine stagione.

## Statistiche da allenatore

### Calcio maschile
Statistiche aggiornate al 10 novembre 2019. 
| Stagione        | Squadra         | Campionato      | Campionato | Campionato | Campionato | Campionato | Coppe nazionali | Coppe nazionali | Coppe nazionali | Coppe nazionali | Coppe nazionali | Coppe continentali | Coppe continentali | Coppe continentali | Coppe continentali | Coppe continentali | Altre coppe | Altre coppe | Altre coppe | Altre coppe | Altre coppe | Totale | Totale | Totale | Totale | % Vittorie | Piazzamento       |
| Stagione        | Squadra         | Comp            | G          | V          | N          | P          | Comp            | G               | V               | N               | P               | Comp               | G                  | V                  | N                  | P                  | Comp        | G           | V           | N           | P           | G      | V      | N      | P      | %          | Piazzamento       |
| --------------- | --------------- | --------------- | ---------- | ---------- | ---------- | ---------- | --------------- | --------------- | --------------- | --------------- | --------------- | ------------------ | ------------------ | ------------------ | ------------------ | ------------------ | ----------- | ----------- | ----------- | ----------- | ----------- | ------ | ------ | ------ | ------ | ---------- | ----------------- |
| ago.-nov. 2019  | Frej            | S               | 13+2       | 4          | 3+2        | 6          | CS              | 1               | 0               | 0               | 1               | -                  | -                  | -                  | -                  | -                  | -           | -           | -           | -           | -           | 16     | 4      | 5      | 7      | 25,00      | Sub., 14º (retr.) |
| Totale carriera | Totale carriera | Totale carriera | 15         | 4          | 5          | 7          |                 | 1               | 0               | 0               | 1               |                    | -                  | -                  | -                  | -                  |             | -           | -           | -           | -           | 16     | 4      | 5      | 7      | 25,00      |                   |

### Calcio femminile
Statistiche aggiornate al 10 maggio 2025. In grassetto le competizioni vinte.
| Stagione        | Squadra         | Campionato      | Campionato | Campionato | Campionato | Campionato | Coppe nazionali | Coppe nazionali | Coppe nazionali | Coppe nazionali | Coppe nazionali | Coppe continentali | Coppe continentali | Coppe continentali | Coppe continentali | Coppe continentali | Altre coppe | Altre coppe | Altre coppe | Altre coppe | Altre coppe | Totale | Totale | Totale | Totale | % Vittorie | Piazzamento |
| Stagione        | Squadra         | Comp            | G          | V          | N          | P          | Comp            | G               | V               | N               | P               | Comp               | G                  | V                  | N                  | P                  | Comp        | G           | V           | N           | P           | G      | V      | N      | P      | %          | Piazzamento |
| --------------- | --------------- | --------------- | ---------- | ---------- | ---------- | ---------- | --------------- | --------------- | --------------- | --------------- | --------------- | ------------------ | ------------------ | ------------------ | ------------------ | ------------------ | ----------- | ----------- | ----------- | ----------- | ----------- | ------ | ------ | ------ | ------ | ---------- | ----------- |
| 2020            | Hammarby        | E               | 26         | 21         | 3          | 2          | -               | -               | -               | -               | -               | -                  | -                  | -                  | -                  | -                  | -           | -           | -           | -           | -           | 26     | 21     | 3      | 2      | 80,77      | 2º (prom.)  |
| 2021            | Hammarby        | D               | 22         | 9          | 4          | 9          | CS              | 5               | 4               | 0               | 1               | -                  | -                  | -                  | -                  | -                  | -           | -           | -           | -           | -           | 27     | 13     | 4      | 10     | 48,15      | 7º          |
| 2022            | Hammarby        | D               | 26         | 15         | 3          | 8          | CS              | 5               | 4               | 0               | 1               | -                  | -                  | -                  | -                  | -                  | -           | -           | -           | -           | -           | 31     | 19     | 3      | 9      | 61,29      | 5º          |
| 2023            | Hammarby        | D               | 26         | 18         | 5          | 3          | CS              | 6               | 6               | 0               | 0               | -                  | -                  | -                  | -                  | -                  | -           | -           | -           | -           | -           | 32     | 24     | 5      | 3      | 75,00      | 1º          |
| Totale Hammarby | Totale Hammarby | Totale Hammarby | 100        | 63         | 15         | 22         |                 | 16              | 14              | 0               | 2               |                    | -                  | -                  | -                  | -                  |             | -           | -           | -           | -           | 116    | 77     | 15     | 24     | 66,38      |             |
| 2025-2026       | Fiorentina      | A               | 0          | 0          | 0          | 0          | CI+SAWC         | 0+0             | 0+0             | 0+0             | 0+0             | -                  | -                  | -                  | -                  | -                  | -           | -           | -           | -           | -           | 0      | 0      | 0      | 0      | —          | in corso    |
| Totale carriera | Totale carriera | Totale carriera | 100        | 63         | 15         | 22         |                 | 16              | 14              | 0               | 2               |                    | -                  | -                  | -                  | -                  |             | -           | -           | -           | -           | 116    | 77     | 15     | 24     | 66,38      |             |

## Palmarès

### Giocatore

#### Club

##### Competizioni nazionali
- Superettan: 1

Hammarby: 2014

#### Individuale
- Capocannoniere della Superettan: 1

2012 (18 reti)

### Allenatore

#### Club
- Campionato svedese di seconda divisione: 1

Hammarby: 2020
- Campionato svedese: 1

Hammarby: 2023
- Coppa di Svezia: 1

Hammarby: 2022-2023